# Hans Weigert
Hans Weigert (* 10. Juli 1896 in Leipzig; † 1967) war ein deutscher Kunsthistoriker.
Hans Weigert wurde 1924 bei Wilhelm Pinder in Leipzig promoviert und 1928 bei Richard Hamann in Marburg habilitiert. Von 1929 bis 1936 lehrte er an der Universität Bonn, seit 1936 in Breslau. Nach 1945 lebte er in Stuttgart. Er publizierte vor allem über die Plastik und Architektur des Mittelalters.
Der Filmschaffende Dedo Weigert ist sein Sohn.

## Publikationen
- Das Straßburger Münster und seine Bildwerke. Berlin 1928.
- Die Kaiserdome am Mittelrhein. Speyer, Mainz und Worms. Deutscher Kunstverlag, Berlin 1933.
- Das Kapitell in der deutschen Baukunst des Mittelalters, 1943
- Rembrandt, 1966
- Kleine Kunstgeschichte Europas